# Амаду III
Амаду III ібн Амаду (араб. شيخ أحمدو بن أحمدو لبّو; бл. 1830 — 16 травня 1862) — 3-й альмамі (імам) імперії Масина в 1853—1862 роках.

## Життєпис
Походив з клану Барні. Син Амаду II, альмамі Масини (Дійни). Після загибелі батька 1853 року обирається новим альмамі всупереч бажанню його стрийка Ба Лоббо. Останній залишився очільником військом. Розуміючи небезпеку жорсткого регламентування освіти, намагався пом'якшити навчання та вимоги до учнів. Водночас продовжив сувору політику щодо немусульман. Це в свою чергу спричиняло напруженість із суфійським братством (таріка) Кадирія. Тому у вересні 1853 року Ахмад аль-Баккай, шейх Кадирії, відмовився видати урядовцям альмамі німецького мандрівника Генріха Барта, що прибув до Тімбукту.

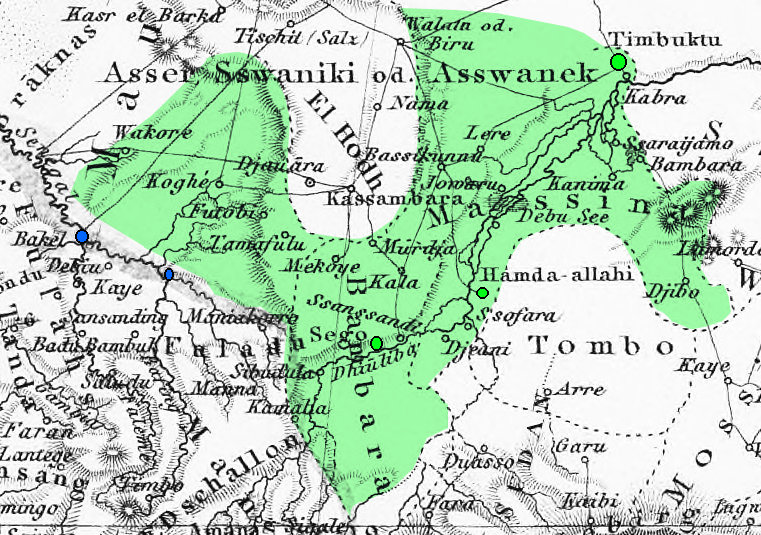
Імперія Масина та її сусіди в 1861 році

У 1855 році відправив війська проти Сегу, військо якої було ослаблене після тяжкої поразки 1854 року від тукулерів. Війська Масини дійшли до Сінсани, яку втім не вдалося захопити.
Водночас відмовився від спільних дій з Омаром Таллом, володарем тукулерів. 1856 року відправив проти нього військо, яке здобуло перемогу у битві біля Кассакері в Каарті.
1861 році відправив війська на допомогу Ветала Алі, фаами Сегу, якого було атаковано Омаром Таллом. Проте останній у битві біля Тіо в лютому 1861 року завдав поразки спільним військам Сегу і Масини. У березні того ж року їх знову було переможено у битві біля Сікоро.
1862 року війська Омара Талла виступили проти Амаду III. Останньому значну допомогу надали туареги і суфії Кадирії на чолі із шейхом аль-Баккаєм. 15 травня 1862 року у битві біля Хамдаллахі альмамі зазнав нищівної поразки. Наступного дня ворог захопив столицю, що було сплюндровано. Тоді ж Амаду III, що намагався втекти до Тімбукту, було схоплено й страчено. Боротьбу продовжив Ба Лоббо.